# Pintácsi Viki
Pintácsi Viktória (1970. október 18.) magyar énekesnő, Szandi (Pintácsi Alexandra) testvére.

## Pályája
1985-ben felvették Toldy Mária énekstúdiójába, ahol 4 évig tanult. 1987-ben a Rock Színház darabjaiban játszott, epizódszerepeket énekelt. Több amatőr együttessel is fellépett, szövegírással is foglalkozott már ekkor. 1988-ban részt vett a Ki mit tud?-on, majd érettségi vizsgáját követően a Thermál szálló Havanna bárjában volt énekesnő. Az év nyarán ismerkedett meg Szikora Robival, aki meghívta az R-GO Proletarsba vokalistának. 1989 őszétől a Latin Combo Band tagja volt, 1990-ben számos magyar és külföldi sztárral dolgozott közösen, decemberben Szikora Robi házában kezdték elkészíteni szólóalbumát. 1991 februárjában lemezszerződést kapott, az ÁB Pop fesztiválon első helyezett lett, ez indította útjára szólókarrierjét. 1991 nyarán a televíziócsatornák bemutatták a „Ne tiltsd el tőlem a szívedet" c. videóklipjét. 1991 őszén megjelent első albuma ugyanezen címmel, melynek szerzője és producere Szikora Róbert.
Következő lemezén közreműködtek Popper Péter (ex Step), Hrutka Róbert, Szikora Róbert zeneszerzők, Max szövegíró. Erről a lemezről két dal zenéjének és szövegének is Viki a szerzője. 
1993 januárjában a Sony Music Hungary szerződtette, megjelent a „Csípjél fel!" c. kazetta és CD. Április táján volt a lemezbemutató, melyet több fellépés követett. 1994-ben testvére, Szandi lemezén két duettet énekeltek közösen, a tervezett duettalbumuk viszont szakmai okokból kifolyólag nem jött létre. Májusban vendégszerepelt Kanada magyarok által lakott településein, önálló előadóesteket adott Magyarországon és Romániában egyaránt. Elindította a Viki-Sulit, ahol ének- és táncoktatás zajlott. 1995-ben járt először Németországban, Rolf Wetzel német producerrel pár angol nyelvű felvételt is készített, vendégszereplő volt Szandi turnéin, valamint az A3 tv-csatornánál is dolgozott mint műsorvezető. 1996-ban Németországban lemezének teljes anyagát felvették, egyes számok válogatásalbumokon megjelentek, azonban a magyarországi megjelenés meghiúsult. Megalapította a FLASH Produkciós Teamet, mely amatőr művészek profi műsorait hivatott szervezni, majd ősztől a Juventus Rádiónál lett műsorvezető.
1997-ben Alexát, majd Nagy Natáliát is tanította énekelni. A Viki-Suli egyre nagyobb népszerűségnek örvendett, több produkcióhoz is kértek innen énekeseket, vokalistákat és táncosokat. Ez év tavaszán ismerte meg leendő férjét is. 1998 tavaszán ismerkedett meg Horváth Charlie-val, mikor az újságíróbál-turné folyamatos fellépője volt. 1999-ben megszületett lánya, Anna Kata. 1999 nyarán László Attila írt számára két dalt, melyet októberben a Sony Music megvásárolt, s karácsonykor már készen is voltak a demók. Viki nekilátott a szövegírásnak, 2000. márciusban rögzítették is az anyagot. Szerzőként közreműködtek: Lerch István, Halász János és Gyulai Zsolt (Not for sale együttes).
2000 májusában Göncz Árpád köztársasági elnök ezüst érdemrenddel tüntette ki jótékonysági tevékenységéért. 2000 szeptemberében jelent meg a "Vándorvilág" c. album, melynek producere Charlie volt, aki a lemezen duettet énekelt Vikivel. 2001. december 8-án született meg második gyermeke, Viktor. 2002 áprilisában jelent meg "Bye Bye kilók" c. fogyókúrás könyve, májusban pedig megnyitotta első kismamaboltját, nyártól pedig a Brendon Babaáruházakban is megvásárolhatóak voltak a Viki által tervezett Mammystic kismamaruha-kollekció modelljei. A cég 2004-ben már több boltot is nyitott, majd 2005-ben külföldre is terjeszkedtek. 2005 elején Viki elvált első férjétől. 2006 nyarán ment feleségül Zoltánhoz, 2007. február 26-án született meg harmadik gyermeke, Zolna.

## Elismerések
- A Magyar Köztársasági Elnöki Ezüstérem (2000)

## Lemezei
- Ne tiltsd el (Rákóczi, 1991)
- Csípjél fel! (Sony Music, 1993)
- Vándorvilág (Sony Music, 2000)
- Csoda történt (Private Moon, 2008)
- Ünnepek dalai (Private Moon, 2009)

## Könyvei
- Bye-bye kilók! (Mokid Kft., 2002, ISBN 963-202-045-6)
- Anya csak egy van, de az nagyon (Mammystic Hungary Kft., 2008, ISBN 9789630646284)
- te-show könyvsorozat (Mammystic Hungary Kft., 2009)